# Osmington
Osmington – wieś w Anglii, w hrabstwie Dorset, w dystrykcie (unitary authority) Dorset. Leży 9 km na południowy wschód od miasta Dorchester i 185 km na południowy zachód od Londynu.